# 伊川
伊川（いかわ）は、兵庫県南部を流れる明石川水系最大の支流。

## 地理
兵庫県南東部、神戸市北区山田町藍那（鈴蘭台の西側）に源を発し、須磨区白川、西区の伊川谷町をへて、玉津町上池で明石川と合流する。
上流部は低水護岸率が低い。また上流部では照葉樹林（太山寺社寺林）に接して川が流れる。
中下流部も低水護岸率は低く、特に下流部ではワンドや入江などの止水域がみられる。下流部は露岩も多い。また下流部は非常に高水温で外来植物群落も多くなっている。
ほぼ全域で兵庫県道16号明石神戸宝塚線と並行する。

## 流域の自治体
兵庫県
神戸市北区、須磨区、西区、明石市

## 主な支流
括弧内は流域の自治体
- 永井谷川（神戸市西区伊川谷町井吹・別府・北別府）
- 生田谷川（神戸市西区伊川谷町有瀬）

## 主な橋梁
明石川との合流点から
二越橋(県道16号・県道52号)、東玉津橋、井出橋、白水橋(県道21号)、(新幹線)、別府大橋、前川橋、新末田橋、(第二神明)、宮の前橋、上脇橋、谷田橋、長坂橋(県道487号)、新長坂橋(国道2号・第二神明北線)、小寺橋、(地下鉄西神・山手線)、前開橋、新川橋、向井橋、新布施畑橋(県道22号)など